# مؤشر تدفق السيولة

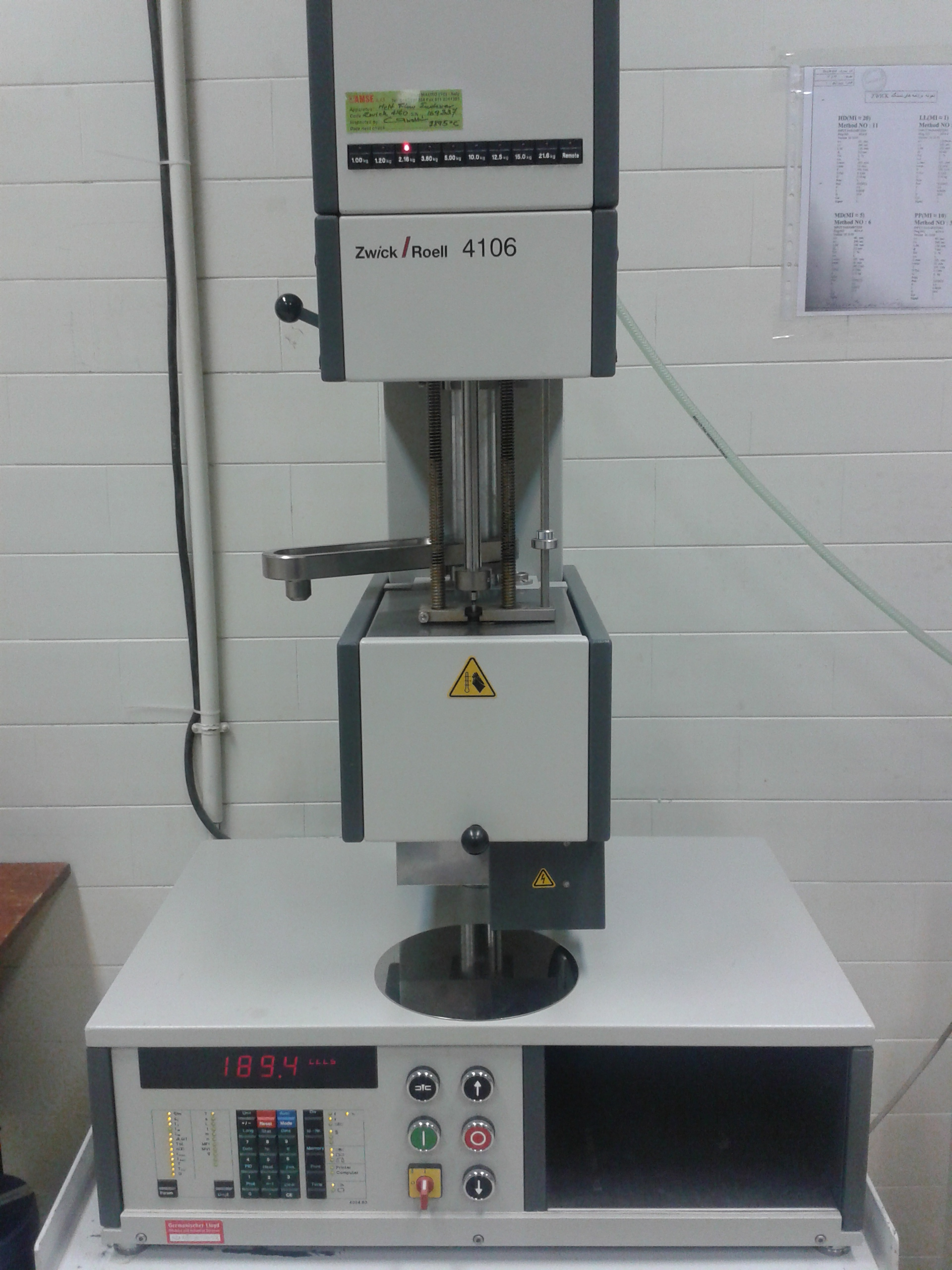
جهاز قياس مؤشر تدفق السيولة

مؤشر تدفق السيولة (ملاحظة 1) هو مقياس لمدى سهولة تدفق مادة بوليمرية لدنة حرارياً. يُعرّف المؤشر بأنه كتلة البوليمر مقيسة بالغرام المتدفقة في غضون عشر دقائق من أنبوب شعري ذي قطر وطول محدّدَين نتيجةً لتطبيق ضغط معين.
هناك وصف للشروط الضابطة للاختبار في المواصفة D1238 من الجمعية الأمريكية لاختبار المواد ASTM D1238 والمعيار 1133 من المنظمة الدولية للمعايير ISO 1133.